# Bokhorst
Bokhorst (niederdeutsch: Bookhorst) ist eine amtsangehörige Gemeinde im Kreis Steinburg in Schleswig-Holstein.

## Geografie

### Geografische Lage
Das Gemeindegebiet von Bokhorst erstreckt sich im Bereich der naturräumlichen Haupteinheit Heide-Itzehoer Geest südlich vom Bach Iselbek (auch Mühlenau) in der Nähe des Nord-Ostsee-Kanals.
Das Gebiet der 21 Hektar großen Exklave Oberstenwehr liegt 17 km südwestlich am Rande der Gemeinde Aebtissinwisch links der Wilsterau im nördlichen Bereich der Wilstermarsch.

### Gemeindegliederung
Oberstenwehr liegt im Gemeindegebiet.

### Nachbargemeinden
Unmittelbar angrenzende Gemeindegebiete von Bokhorst sind:
|         | Bendorf                                     |                          |
|         | Kompassrose, die auf Nachbargemeinden zeigt | Thaden, Aasbüttel        |
| Besdorf | Bokelrehm, Nienbüttel                       | Bokelrehm (OT Kohlenbek) |

### Geologie
Die Gemeinde bildet ein Teilgebiet der Altmoränenlandschaft der sogenannten Hohen Geest im westlichen Bereich des Kreises Steinburg. Im südlichen Teil des Gemeindegebiets verzeichnet die Geologische Übersichtskarte eine "wichtige Eisrandlage aus dem Saale-Glazial" beginnend etwas nördlich der Autobahn und Richtung Süden fortsetzend.

## Geschichte
Das Gemeindegebiet war wohl schon im 16. Jahrhundert besiedelt.
Im Jahr 1531 handelten Bokhorster Bauern der Gemeinde Wilster 21 ha Weideland links der Wilsterau ab – die heutige Exklave Oberstenwehr. Während zu dieser Zeit nur eine Wiese mit dem Namen „Gojemathe“ an der Stelle bestand, gibt es dort heutzutage zwei Gehöfte.
In Bokhorst befindet sich ein Herrenhaus, das einst zum gleichnamigen Gut gehörte.
Nach einem etwa einhundert Jahre währenden Niedergang als Gutsherrschaft, siedelten sich 1932 mehrere Bauernfamilien an und belebten den Ort damit wieder.

## Politik

### Gemeindevertretung
Bei der Kommunalwahl am 14. Mai 2023 wurden insgesamt sieben Sitze vergeben. Von diesen erhielt die Gemeinsame Wählergemeinschaft Bokhorst vier Sitze und die Freie Wählergemeinschaft Bokhorst erhielt drei Sitze.

### Wappen
Blasonierung: „In Grün ein gesenkter schmaler silberner Wellenbalken, darüber die silberne Fassade eines Herrenhauses mit Treppenturm, überhöht von vier silbernen Buchenblättern nebeneinander, die mittleren etwas erhöht.“
Der Ortsname der Gemeinde Bokhorst leitet sich her von „Buchengehölz“, worauf die vier stilisierten Buchenblätter verweisen. Das Herrenhaus des namengebenden Gutshofes Bokhorst bildet die Hauptfigur, der Wellenwaden bezieht sich auf den Ortsteil Oberstenwehr, eine zur Gemeinde Bokhorst gehörende Exklave, in der die Wilsterau als südliches Grenzgewässer verläuft. Die Farbe Grün steht für die Bedeutung der Landwirtschaft in der Gemeinde.

## Verkehr
Die Trasse der Bundesautobahn 23 verläuft, grob in Ost-West-Richtung, zwischen den Anschlussstellen Hanerau-Hademarschen (Nr. 6) und Schenefeld (Nr. 7) durch das Gemeindegebiet.